# Spean Praptos

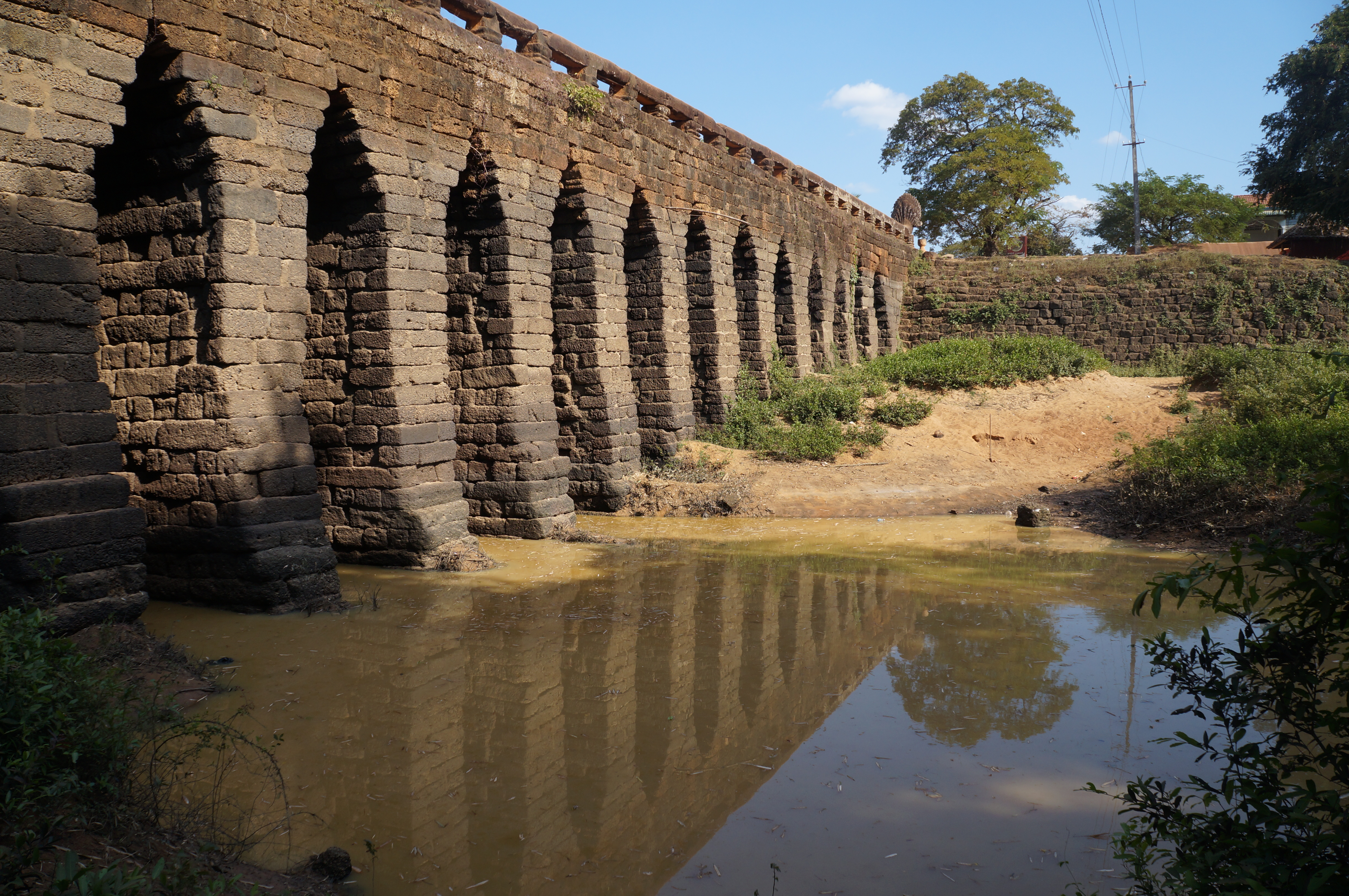
El pont de Spean Praptos

El pont de Spean Praptos és un dels ponts millor conservats de Cambodja. També s'anomena Phra Phutthos, i el van construir durant el regnat del rei Jayavarman VII a finals del segle XII (entre el 1181 i el 1220), a l'eixida del poble de Kampong Kdei.
Es troba al quilòmetre 45 de la carretera nacional RN6 al sud-est de Siem Reap. Altres ponts que reprodueixen aquest mateix model es troben al lloc d'Angkor, a Spean Memai i Spean Thma.
El pont de Spean Praptos té 84 m de llargada i una amplada de 14,7 m sobre el riu Chi Kreng. Es va construir amb blocs de laterita secs. Té vint-i-un arcs en mènsules: els més grans tenen una llum de 2 m i s'eleven a una alçada de 5 m. Els fonaments recolzen sobre pilastres d'1,30 m i una balustrada feta de nagues de pedra sorrenca com a ampit.
La balustrada, en cada cantonada, sosté enormes estàtues del rei serp, el gran naga de set caps Muchalinda. Segons una història, durant una inundació que es va produir a prop d'Ajapālanigrodha, al bosc d'Uruvelā de Bodh-Gaya, Buda hi va romandre per meditar. El gran nâga emergí d'entre les arrels de l'arbre sota el qual Buda pregava, per enrotllar-se en set anells i desplegar la caputxa dels seus set caps per tal de protegir-lo.
El pont de Kampong Kdei és considerat un lloc sagrat pels autòctons. Moltes persones hi venen a deixar ofrenes i resar al pont cada dia. Des de l'any 2005, el pont és tancat al trànsit de vehicles.
És un gran treball d'enginyeria que va ser restaurat entre el 1964-1966 per institucions franceses. Ha servit d'escenari natural per a moltes pel·lícules, com ara Two Brothers, una pel·lícula francobritànica de Jean-Jacques Annaud, estrenada el 2004.
El pont està sent restaurat sota supervisió de la UNESCO.